# Lithomacratria mirabilis
Lithomacratria mirabilis es una especie de coleóptero de la familia Pyrochroidae.

## Distribución geográfica
Habita en Colorado (Estados Unidos).